# Уинстон, Гарри
Гарри Уинстон (англ. Harry Winston; 1 марта 1896 года — 28 декабря 1978 года) — американский ювелир. Он подарил Алмаз Хоупа Смитсоновскому институту в 1958 году, а позже продал Португальский бриллиант этому же институту в 1963 году.
В 1932 году в Нью-Йорке Уинстон основал компанию Harry Winston Inc.. Он был известен как «король бриллиантов».

## История

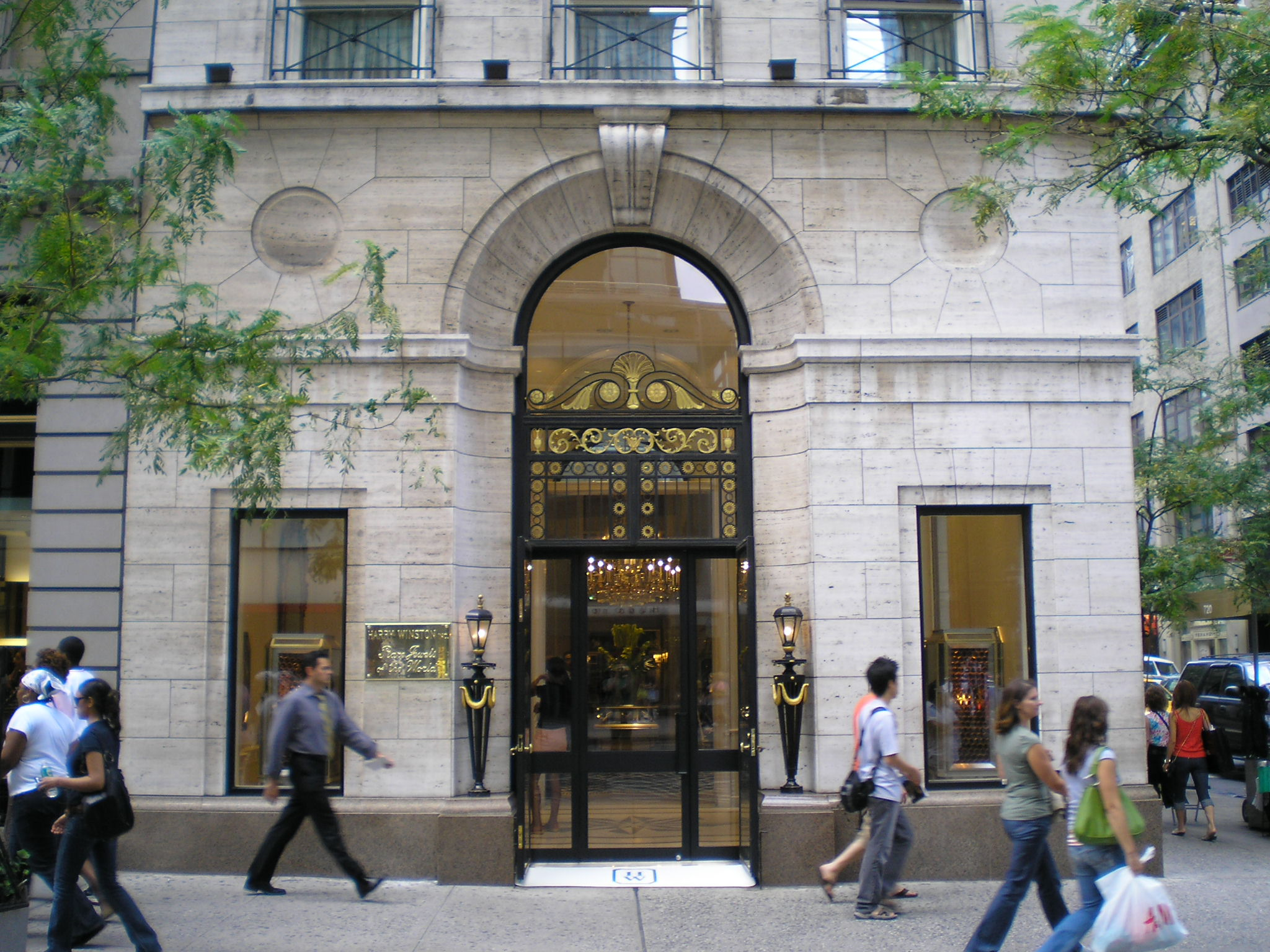
Ювелирный бутик Гарри Уинстона на Пятой авеню, Манхэттен

Отец Уинстона, Джейкоб начал малый ювелирный бизнес сразу после того, как он и его мать иммигрировали в США из Российской Империи. В юности Гарри работал в магазине своего отца. В 12 лет Гарри купил изумруд в 2 карата в ломбарде всего за 25 центов, а через два дня продал его уже за 800 долларов.
Свой собственный ювелирный бизнес Уинстон начал в 1920 году, а свой первый ювелирный магазин он открыл в Нью-Йорке в 1932 году.
В 1926 году он приобрел ювелирную коллекцию Арабеллы Хантингтон, которая была супругой железнодорожного магната и Э. Хантингтона за 1,2 миллиона долларов.
Арабелла собрала одну из самых больших в мире коллекций ювелирных изделий Cartier. Уинстон купил коллекцию после её смерти, дизайн ювелирных изделий был старомодным, Уинстон сделал из них ювелирные изделия в более современном стиле.
Уинстон завещал компанию своим двум сыновьям, Рональду и Брюсу, которые вступили в десятилетнюю битву за контроль над компанией.
В 2000 году Рональд вместе с новым деловым партнером, компанией Fenway Partners, выкупил долю Брюса за 54,1 миллиона долларов.

## Наследие
Уинстон был одним из самых известных ювелиров в мире.
В фильме 1953 года «Джентльмены предпочитают блондинок», песня «Бриллианты-лучшие друзья девушки» включает в себя строчку «Поговори со мной, Гарри Уинстон, расскажи мне всё о них (бриллиантах)!» В мае 2008 года был опубликован комический роман Лорен Вайсбергер, «В Погоне За Гарри Уинстоном».
В 2015 году компания «Harry Winston, Inc.» управляла 39-ю салонами и многочисленными розничными филиалами в таких городах, как Нью-Йорк, Беверли-Хиллз, Лас-Вегас, Даллас, Гонолулу, Бэл-Харбор, Чикаго, Коста-Меса.

## Известные бриллианты, принадлежащие Уинстону

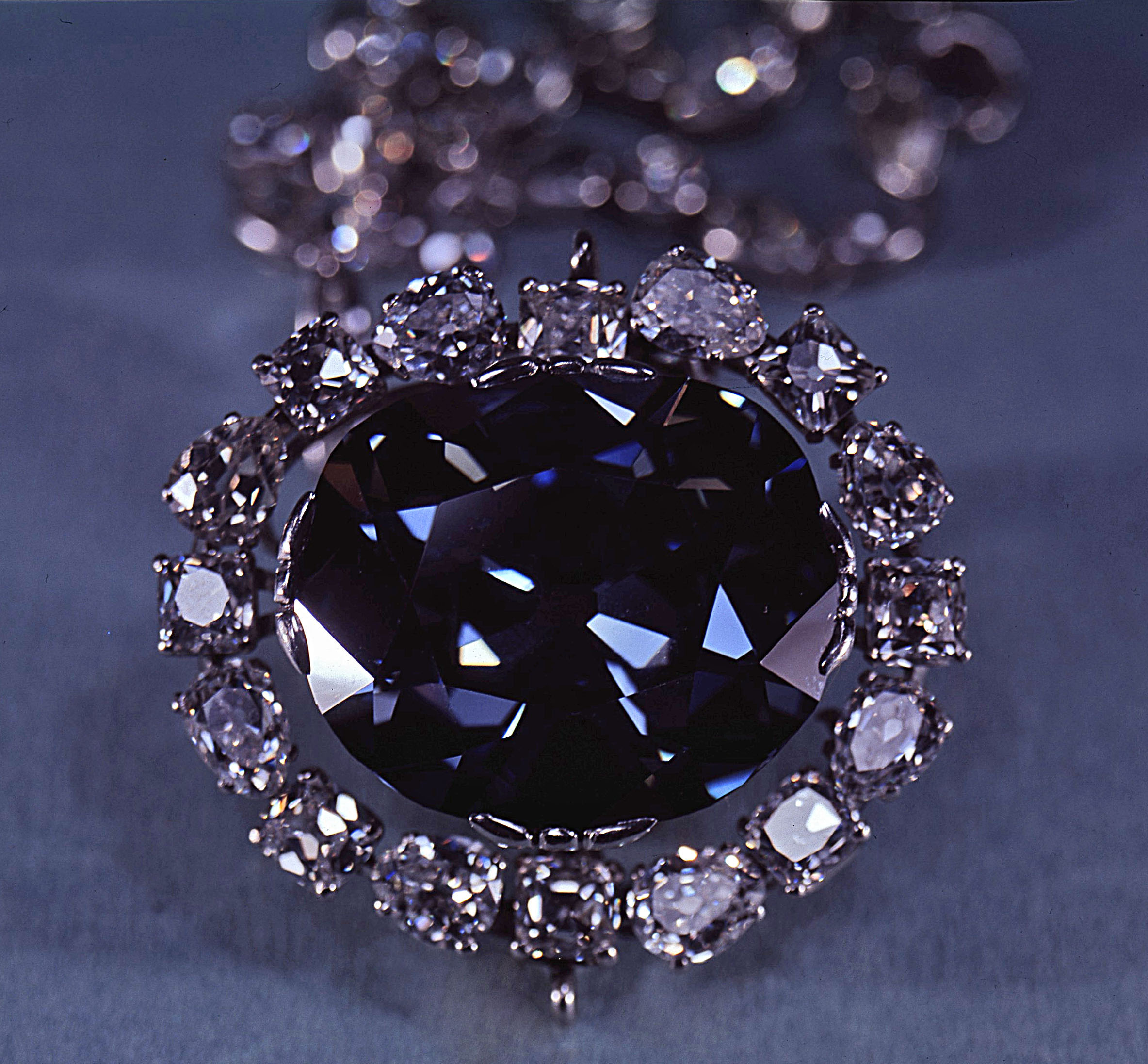
Алмаз Хоупа

- Аркотс
- Анастасия
- Алмаз Хоупа
- Ашока
- Голубое сердце
- Бриолет Индии
- Синий Василек
- Графиня Сечени
- Корона Карла Великого
- Джонкер
- Дютойтспан
- Президент Варгас
- Звезда Сьерра-Леоне
- Нассак
- Бриллиантовое колье Наполеона
- Подсластитель сделки
- Дипдин
- Звезда пустыни
- Графф Розовый
- Глаз идола
- Индуарские груши
- Исидора
- Лесото
- Освободитель
- Людовик XIV
- Мейбл Болл
- Маклин
- Непал
- Неарх
- Портер Родс
- Португальский бриллиант
- Камар-И-Султан
- Сапфир королевы Марии Румынской